# Miyu Kato
Miyu Kato (加藤 未唯 Katō Miyu?,  n. 21 noiembrie 1994, Kyoto, Japonia) este o tenismenă profesionistă japoneză.
La 30 ianuarie 2017 ea a ajuns pe locul 30 mondial la dublu, iar în ianuarie 2018 pe locul 122 la simplu în clasamentul WTA. În cariera ei, Kato a câștigat trei titluri la dublu pe Circuitul WTA și două titluri WTA 125 la dublu. Pe Circuitul ITF, ea a câștigat patru titluri de simplu și 13 titluri de dublu.
În 2023 a câștigat French Open 2023 la dublu mixt alături de Tim Pütz.